# جیانلویجی لنتینی
جیانلویجی لنتینی (به ایتالیایی: Gianluigi Lentini) بازیکن فوتبال و اهل ایتالیا است که از سال ۱۹۹۲ میلادی عضو تیم ملی فوتبال ایتالیا بوده و در ۱۳ بازی ملی حضور داشته‌است. او در بازی‌های ملی‌اش گلی به ثمر نرساند.
جیانلویجی لنتینی آخرین بازی ملی خود را در سال ۱۹۹۶ میلادی انجام داد.